# Douża (przystanek kolejowy)
Douża (biał. Доўжа, ros. Должа) – przystanek kolejowy pomiędzy miejscowościami Douża i Kanawaława, w rejonie witebskim, w obwodzie witebskim, na Białorusi. Położony jest na linii Newel - Jeziaryszcza - Witebsk.
Przystanek został otwarty 1 marca 2011.